# Byzantinischer Senat

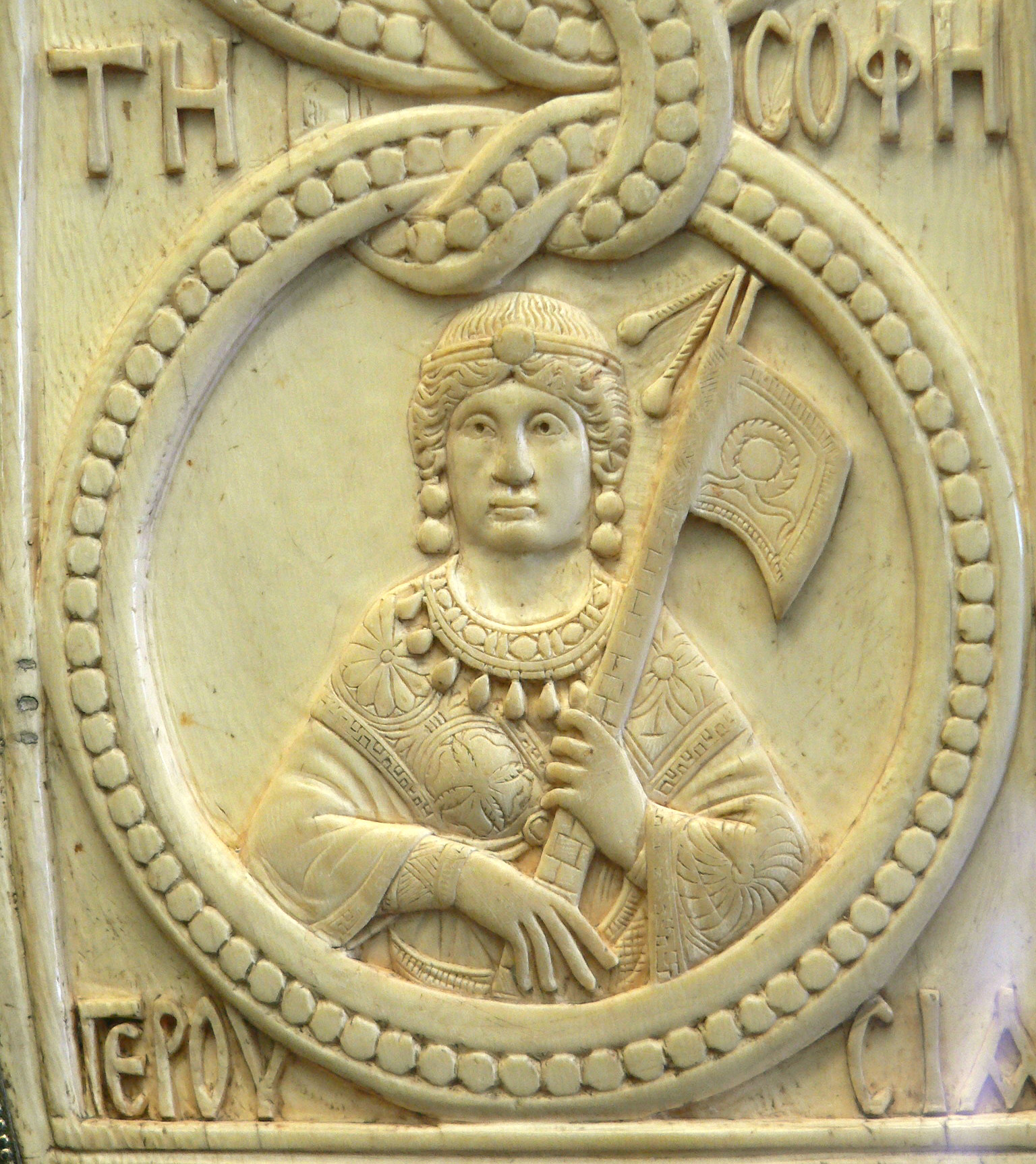
Personifikation des oströmischen Senats auf dem Konsulardiptychon des Theodorus Philoxenus, 525 n. Chr.

Der Byzantinische oder Oströmische Senat (altgriechisch Σύγκλητος Synklētos, oder Γερουσία Gerousia) war die Fortführung des Römischen Senats im spätantiken Oströmischen bzw. Byzantinischen Reiches. Er wurde nach der Gründung Konstantinopels im Jahr 330 durch Kaiser Konstantin den Großen eingerichtet. Die Institution des Senats überlebte die Jahrhunderte, wenngleich seine Relevanz kontinuierlich abnahm, bis er im 13. Jahrhundert verschwand.
Der Senat des Oströmischen Reiches bestand in den ersten Jahren seiner Existenz aus römischen Senatoren, die im Osten des Reiches lebten, und solchen, die gewillt waren, nach Konstantinopel umzuziehen, sowie schließlich aus einer Reihe von hochrangigen Bürokraten, die vom Kaiser in den Senat aufgenommen worden waren. Konstantin der Große bot jedem weströmischen Senator, der nach Konstantinopel umziehen wollte, eigenes Land und Getreide-Rationen an. Als Konstantin den Senat des Oströmischen Reiches ins Leben gerufen hatte, ähnelte er anfangs allerdings noch eher den Stadträten von wichtigen Städten wie Antiochia als einem regelrechten römischen Senat. Sein Sohn Constantius II. aber erhob den Status des östlichen Senats von einem städtischen zu dem einer kaiserlichen Körperschaft. Damit besaß der Senat von Konstantinopel fortan im Wesentlichen die gleichen Befugnisse wie der Senat von Rom, und seine Mitglieder trugen wie die weströmischen den Titel vir clarissimus. Constantius II. und seine direkten Nachfolger erhöhten die Zahl der Senatoren schrittweise auf über 2000, indem sie Freunden, Höflingen und diversen Provinzbeamten Zutritt zum Senat gewährten.
Der östliche Senat existierte bis ins späte 6. Jahrhundert parallel zum weströmischen Senat in Rom, bis dieser sich um 590 auflöste. Fortan war der Senat in Konstantinopel der einzige römische Senat.

## Aufnahme und Zusammensetzung
Das bereits seit Augustus gültige Prinzip der Erblichkeit der Zugehörigkeit zum Senatorenstand (ordo senatorius) und die Praxis, dass der Weg in den Senat gewöhnlich über das Bekleiden einer Magistratur verlief, blieben bestehen. Spätestens nach der faktisch permanenten Teilung des Römischen Reiches im Jahr 395 waren die Aufgaben der Prätoren auf die städtische Ebene beschränkt. Ihre Aufgabe bestand in der Verwaltung der öffentlichen Gelder zur Ausrichtung von Zirkus-Spielen und der Instandhaltung öffentlicher Gebäude. Trotz des Niedergangs anderer traditionell römischer Ämter wie des Tribuns blieb die Prätur ein wichtiges „Sprungbrett“ für Aristokraten, die dadurch Aufnahme in den westlichen oder östlichen Senat erlangen konnten. Die Prätur war aber ein kostspieliges Amt, da von den Prätoren erwartet wurde, dass sie die städtischen Aufgaben aus eigener Tasche bezahlten. Acht Prätorenämter sind uns aus dem Oströmischen Reich überliefert. Sie teilten die finanziellen Lasten untereinander auf. Bis 541 bestand zudem auch das Konsulat fort, wobei mindestens einer der beiden Konsuln im Imperium Romanum normalerweise aus Ostrom kam. Der spätantike oströmische Senat unterschied sich recht stark von republikanischen Senat, zumal das Amt des Ädils bereits seit langem nicht mehr besetzt wurde (das Volkstribunat nur sehr vereinzelt) und um die Mitte des 4. Jahrhunderts auch die Quästur kurz vor dem Verschwinden stand, ausgenommen als Provinz-Magistrat. Der Kaiser oder auch der Senat konnten auch ein Dekret zur Aufnahme von Personen erlassen, die nicht mit der Senatorenwürde geboren waren. Oft wurden Personen, die auf diese Weise Senator geworden waren, von der Pflicht zur Ausübung des kostspieligen Amtes des Prätors ausgenommen. Auch mehrere Posten in der kaiserlichen Verwaltung waren in der Spätantike mit der Aufnahme in den Senat verbunden.

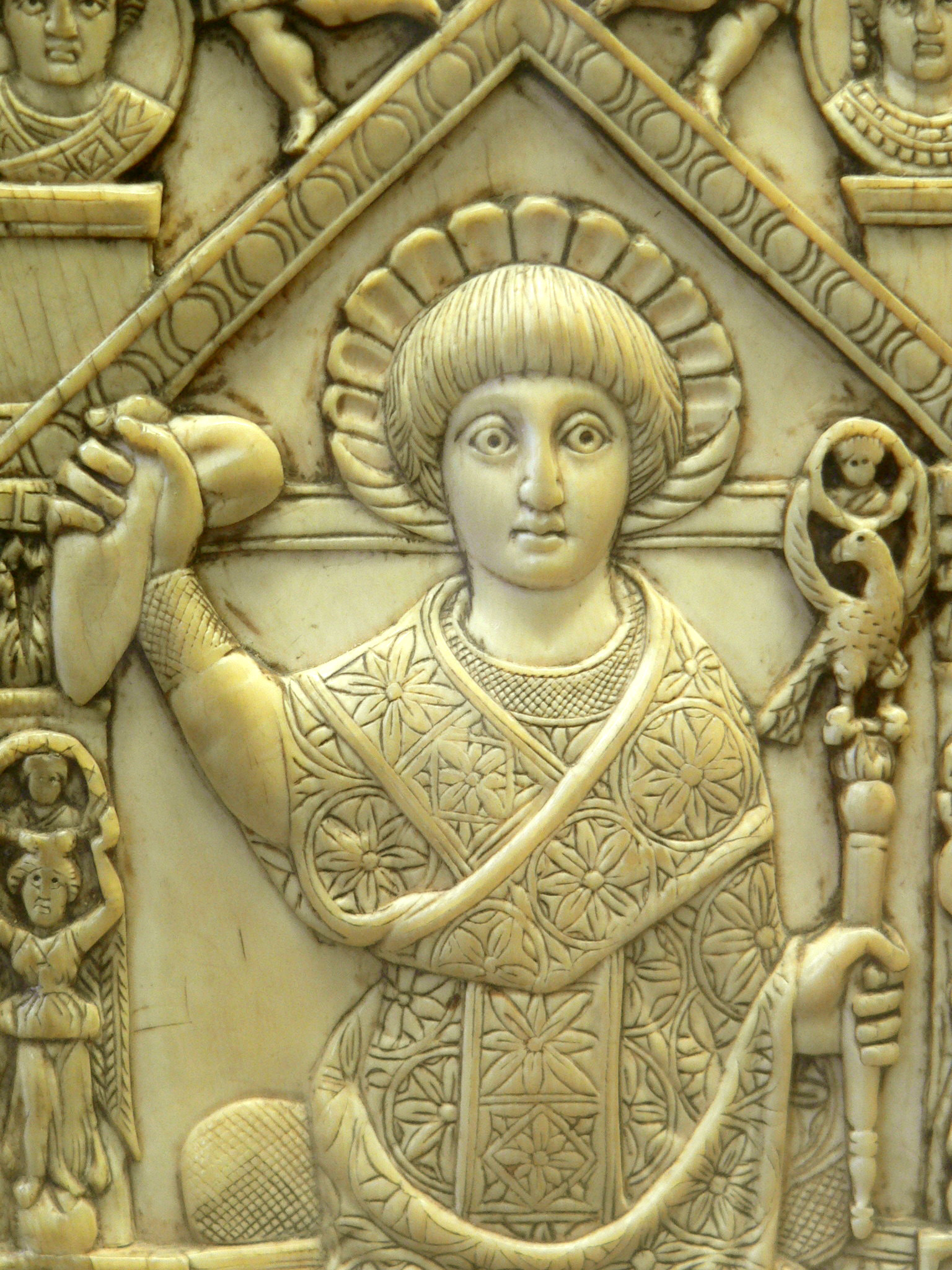
Konsul Anastasius auf seinem Konsulardiptychon, 517 n. Chr. Er hält das Zepter eines Konsuls, das von einem Adler bekrönt wird, sowie die Mappa, ein Stück Stoff, das beim Start der Wagenrennen im Hippodrom in den Sand geworfen wurde und den Beginn der Rennen markierte.

Der Senat setzte sich so aus den bedeutendsten Staatsbeamten des Reiches zusammen, wie dem magister officiorum und dem Heermeister, aber auch aus Provinz-Gouverneuren und ehemaligen Trägern von Zivilämtern im Ruhestand zusammen. Die senatorischen Familien des Oströmischen Reiches waren tendenziell weniger reich und weniger bedeutsam als die des Westens (wo die Anzahl der Senatoren im 4. Jahrhundert ebenfalls auf 2000 erhöht worden war). Einige Angehörige der Oberschicht versuchten durch die Aufnahme in den Senat den Bürden zu entkommen, die den Adeligen von vielen spätrömischen Kaisern wie Diokletian (284–305) auferlegt worden waren. Die Curiales, die Angehörigen der lokalen Oberschicht in den Poleis, wurden seit dem 3. Jahrhundert oft gezwungen, das Amt des Dekurionen zu übernehmen, wo sie mit der Aufgabe konfrontiert wurden, auf eigene Kosten das städtische Gemeinwesen zu finanzieren, Steuern einzutreiben und alle öffentlichen Schulden aus ihren Privatvermögen zu begleichen. Senatoren hingegen waren gegenüber diesen Pflichten immun. Da es bald offenkundig wurde, dass viele, die die Senatorenehre erstrebten, einzig versuchten, den ruinösen Pflichten eines Dekurionen zu entgehen, befahl Kaiser Theodosius I., dass die Mitglieder des Senats auch nach ihrem Eintritt in den Senat ihren öffentlichen Pflichten nachkommen mussten, sofern sie zuvor Dekurionen gewesen sein sollten.
Die Senatssitzungen wurden in der Regel vom Stadtpräfekten von Konstantinopel geführt, der auch allen Unterredungen des Senats mit dem Kaiser vorsaß. Bis ins 7. Jahrhundert trugen er und alle Senatoren während der Sitzungen grundsätzlich die Toga, die ansonsten aus der Mode geraten war, da dies gesetzlich festgelegt war. Bis zur faktischen Abschaffung des Konsulats im Jahr 541 konnte auch der amtierende consul ordinarius den Vorsitz übernehmen. Der spätantike Senat bestand in Ost und West aus drei Klassen, den illustres, spectabiles und clarissimi. Die illustres waren aktive oder ehemalige Inhaber der höchsten Ämter des Reiches, wie das der Heermeister oder Prätorianerpräfekten. Die spectabiles bildeten die mittlere Schicht unter den Senatoren und setzten sich aus wichtigen Staatsdienern wie den Prokonsuln, den Vikaren, militärischen Befehlshaber der Provinzen (duces) und den engsten Mitarbeitern von illustren Ämtern zusammen. Die clarissimi schließlich bildeten den niedersten Rang im Senat; der Rang war den zivilen Verwaltern der Provinzen und anderen kleineren Ämtern beigeordnet. Der vornehmste Senator trug wie schon zu Zeiten der Republik den Titel princeps senatus. Angehörigen der beiden unteren Ränge war es gestattet überall im Reich zu leben, sie waren als Senatoren generell inaktiv; zugleich war nur der Rang eines clarissimus erblich, auch Söhne von spectabiles und illustres waren also nur clarissimi.
Die Mehrheit der tatsächlich im Senat Aktiven stellten die illustres, deren Ämter oft an die Stadt Konstantinopel gebunden waren, weshalb sie dem Senat regelmäßig beiwohnen konnten. Im zweiten Viertel des 5. Jahrhunderts wurden die Mitglieder der beiden niederen Klassen dann offiziell von den Tagungen des Senats ausgeschlossen; ihre sozialen und rechtlichen Privilegien behielten sie allerdings. Damit schrumpfte die Zahl der aktiven Senatsmitglieder auf höchstens 100 Männer, die die Funktionärselite des oströmischen Reiches darstellten. Während der Herrschaft Justinians wurde die Anzahl der clarissimi noch einmal wesentlich erhöht, was dazu führte, dass viele Beamte in den Rang von spectabiles erhoben werden mussten. Dies wiederum bedeutete auch eine Vergrößerung der Anzahl der illustres, die vorher als Elite-Klasse des Senats gegolten hatten. Das hatte zum Ergebnis, dass ein neuer Rang, der der gloriosi, ins Leben gerufen wurde, um die angesehensten Senatoren zufriedenzustellen; dieser neue Rang setzte sich aber nicht durch. Es ist wichtig zu unterstreichen, dass das „Amt“ des aktiven Senators nur eine untergeordnete Karriere für die meisten tatsächlichen Senatoren (d. h. illustres) darstellte, da sie gewöhnlich gleichzeitig wichtige Ämter in der Verwaltung oder Armee des Reiches besaßen. „Senator“ war eher ein Würdentitel als eine Funktionsbezeichnung.

## Macht und Funktionen

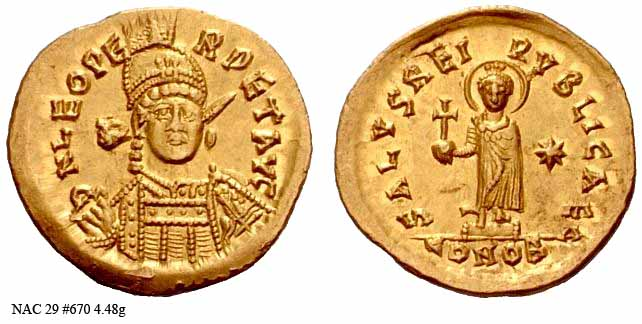
Solidus, Leo II. Der Kaiser ist dargestellt als Garant des Heils (salus) der Republik – die das Imperium Romanum in der Theorie auch in der Spätantike immer noch war.

In Ost und West galt der Senat als Symbol für römische Größe und die Traditionen der res publica. Ein römischer Staat (und als solcher verstand sich das Byzantinische Reich bis zum Schluss) war ohne Senat undenkbar. Als Versammlung der höchsten aktiven und ehemaligen Würdenträger besaß das Gremium aufgrund des Ansehens seiner Mitglieder ein erhebliches Gewicht; obwohl die institutionelle Macht des Senats bereits seit dem Prinzipat sehr eingeschränkt war, konnte er Resolutionen verabschieden (senatus consulta), welche der Kaiser in der Form von Edikten verkünden konnte, wenn es seiner Politik entsprach. Der Senat konnte also reichsweite Gesetze vorschlagen und diente von Zeit zu Zeit als Beratergremium des Kaisers. Einige Gesetze hatten die Form von 'Reden an den Senat' und wurden laut vor der Versammlung der Senatoren verlesen. Traditionell oblag es zudem dem Senat, jemanden offiziell zum Staatsfeind (hostis publicus) zu erklären, so etwa im Jahr 398 Stilicho.
Im 5. Jahrhundert kam es dann zu einem Bedeutungszuwachs des Senats: Der weströmische Kaiser Valentinian III. und der Ostkaiser Theodosius II. (?) formulierten 446 n. Chr. einen Gesetzgebungs-Prozess, der dem Senat erneut ein Recht auf Mitwirkung gewährte: Jedes neue Gesetz musste vor dem Senat und dem consistorium (dem Staatsrat) diskutiert werden, bevor es vom Kaiser bestätigt wurde. Diese Prozedur fand Eingang in den Codex Iustinianus und war damit reichsweit geltendes Recht, obwohl unklar ist, inwieweit der Prozess in der Realität im Osten umgesetzt wurde. In Verbindung mit dem bereits erwähnten Umstand, dass um diese Zeit nur noch die illustres Senatoren im engsten Sinne waren, da die beiden anderen Gruppen von den Sitzungen ausgeschlossen wurden, führte diese Maßnahme dazu, dass sich die Exklusivität und Autorität des Gremiums, das nun nur noch etwa 100 Mitglieder zählte, wieder deutlich erhöhte: Die konkreten Befugnisse und Aufgaben des Senats blieben gering, doch als Versammlung der wichtigsten aktiven und ehemaligen Amtsträger des Imperiums besaß das Gremium nun de facto wieder erhebliche Bedeutung. 529 betraute Justinian mehrere Senatoren sogar wieder mit militärischen Kommanden, doch war dies eine Ausnahme.
Zusätzlich konnte der Kaiser den Senat als Gerichtshof benutzen; manchmal wurden Prozesse wegen Hochverrat dem Senat anvertraut. So klagte Kaiser Leo 467 den Sohn Aspars (s. u.), den Heermeister Ardaburius, vor dem Senat der Konspiration mit den Sassaniden an. Auch über gewöhnliche Verbrechen wurden regelmäßig von einem Gericht bestehend aus dem Stadtpräfekten und fünf Senatoren, die durch das Los bestimmt wurden, gerichtet, sofern es sich bei den Beschuldigten um Senatoren handelte. Der Senat behielt auch verfassungsrechtlich Relevanz, da alle Kaiser offiziell vom Militär und dem Senat ausgerufen werden mussten. In der Praxis war die Nachfolge auf den Thron zwar fast immer erblich bedingt, doch bei Sukzessionskrisen konnte den Senatoren durchaus eine relevante Rolle zukommen.

## Konflikte mit dem Kaiser

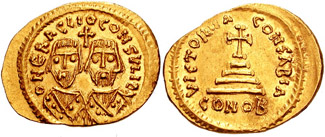
Gold-Solidus der beiden Heraclii in Konsuls-Togen, geschlagen während ihrer Revolte gegen Phokas 608 n. Chr.

Es gab Vorfälle, in denen der Senat mit dem Kaiser offenbar in Konflikt geriet und versuchte, Autorität durch seine „verfassungsmäßige“ Bedeutung bezüglich der Wahl eines neuen Kaisers abzuleiten. Im Jahr 457 n. Chr. boten wichtige Senatoren Aspar (einem römischen Heermeister alanischer Herkunft) angeblich die Kaiserwürde an, während andere Senatoren Anthemius präferierten, jedoch konnte schließlich der Tribun und (niederrangige) Senator Leo, ein Untergebener des Aspar, den Thron besteigen. Im Jahr 532 unterstützten einige Senatoren den Nika-Aufstand gegen Justinian, der ein sozialer Aufsteiger war, der die reichen, adelsstolzen Senatoren weder mochte noch ihnen traute. Nach 541 verlor der Senat viele seiner Mitglieder wegen der so genannten Justinianischen Pest und der sich anschließenden wirtschaftlichen Krise. Außerdem konfiszierte Justinian laut Prokopios von Caesarea den Reichtum vieler der verbliebenen Senatoren, doch dürfte dies eine Übertreibung sein. Der Usurpator Phokas, der vor seiner Kaisererhebung im Jahr 602 nur ein einfacher Unteroffizier gewesen war, geriet rasch in Konflikt mit dem Senat und ließ zahlreiche hohe Würdenträger hinrichten. Im Jahr 608 erklärte daraufhin ein „Karthagischer Senat“, der wohl aus geflüchteten Senatoren bestand, Herakleios den Älteren und seinen Sohn Herakleios zu Konsuln. Der jüngere Herakleios wurde schließlich 610 zum Kaiser ausgerufen. Phokas wurde abgesetzt und in einer Kirche von zwei Senatoren gefangengesetzt, bevor man ihn hinrichtete.
Als Kaiser Herakleios im Jahr 641 starb, überließ er die Herrschaft über das Reich seinen Söhnen: Konstantin III. aus seiner ersten Ehe und Heraklonas aus seiner zweiten Ehe. Martina, die zweite Frau des Herakleios und Mutter des Heraklonas, beanspruchte nun als Kaiserwitwe die Regentschaft, was sie in einer großen Zeremonie, an der der Senat und andere Würdenträger der Stadt teilnahmen, im Hippodrom von Konstantinopel verkündete. Da die öffentliche Meinung und die des Volkes sich aber stark gegen sie wendete, da man Herakleios’ ältesten Sohn Konstantin statt ihrer auf dem Thron wollte, war Martina aber gezwungen, unverrichteter Dinge in den Großen Palast von Konstantinopel zurückzukehren. Konstantin III. starb nur vier Monate später, was seinen Bruder Heraklonas zum Alleinherrscher machte. Sofort verbreiteten sich Gerüchte, Martina habe Konstantin ermorden lassen. Wenig später begann der General Valentinus einen Aufstand, der Heraklonas zwang, seinen jungen Neffen Konstans II., Sohn Konstantins III., als Mitkaiser (Basileus) anzuerkennen. In einem Versuch, dies zu umgehen, erhob Heraklonas seine jüngeren Brüder David Tiberios und Martinos ebenfalls zu Mitkaisern (Basileus). Dies verminderte aber die Unzufriedenheit im Senat und im Volk nicht, und wenig später setzten Senatoren und Militärs Heraklonas ab. Seine Nase wurde gespalten, Martinas Zunge wurde herausgeschnitten und beide wurden ins Exil nach Rhodos verbannt. Konstans II. wurde Alleinherrscher unter der Regentschaft eines Senatskollegiums mit Patriarch Paulos II. an der Spitze; bis zur Volljährigkeit des jungen Kaisers scheint dieses Gremium tatsächlich aktiv die Regierungsgeschäfte geführt zu haben, ein bemerkenswerter Vorgang.

## Niedergang
Die Macht des Senats verminderte sich nach dem Übergang von der spätantiken zur mittelbyzantinischen Zeit schrittweise im Laufe der Jahre. Gleichwohl existierte er noch mindestens bis ins 13. Jahrhundert. Ab dem 7. Jahrhundert muss der Senat aber noch weniger als zuvor als Institution und eher als Ansammlung von Würdenträgern angesehen werden, zumal ihm viel von seiner seit dem späteren 5. Jahrhundert zurückerlangten Macht durch Kaiser wie Basileios I. und Leo VI. wieder entzogen wurde. Hinzu kam, dass im Zuge der Wirren des 7. Jahrhunderts die meisten alten oströmischen Geschlechter untergingen und durch eine neue Militärelite ersetzt wurden.
Trotzdem bewahrte der Senat als Institution ein beträchtliches Maß an Prestige, besonders im 11. Jahrhundert, als die „Hofpartei“ nach dem Tod des Kaisers Basileios II. an die Macht kam. Mit dem endgültigen Triumph der Militär-Partei durch die Thronbesteigung des Alexios I. Komnenos begann der Senat dann in die Bedeutungslosigkeit zu sinken, und der Titel „Senator“ konnte vom Kaiser gekauft werden. Die letzte bekannte Handlung des Senats als Gremium war die Wahl des Nikolaos Kanabos zum Gegenkaiser in Opposition zu Isaak II. und Alexios IV. während des Vierten Kreuzzugs. Unter der Dynastie der Palaiologen überlebte zumindest der Titel des Senators noch eine Weile, aber während der Krisen ab der Mitte des 14. Jahrhunderts verlieren sich die Spuren der spätantiken Institution endgültig.

## Senatsgebäude
Es gab zwei Senatsgebäude in Konstantinopel; eines, das von Konstantin erbaut und von Justinian repariert wurde, befand sich auf der Ostseite des Augustaion, nahe am Kaiserlichen Palast, bei der Magnaura, während das andere an der Nordseite des Konstantinsforum stand. Diese Gebäude gingen dem Senat im 6. Jahrhundert verloren. Von da an trat er im Großen Palast von Konstantinopel zusammen.